# Hildegard Falck

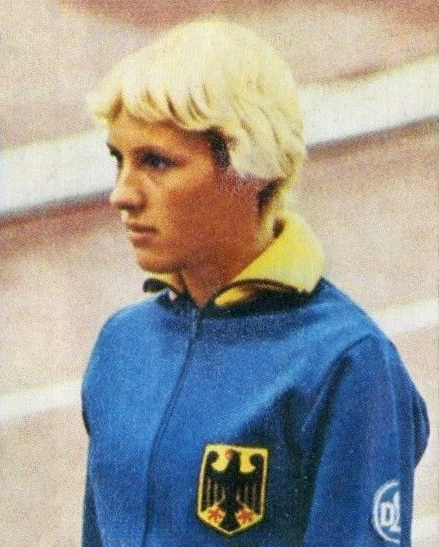
Atleta alemana olímpica Hildegard Falck

Hildegard Falck, de soltera Hildegard Janze - (8 de junio de 1949 en Nettelrede, Alemania Occidental) fue una atleta alemana campeona olímpica y plusmarquista mundial de los 800 metros.
El 11 de julio de 1971 logró en Stuttgart correr los 800 metros en 1:58,5 batiendo el récord mundial y convirtiéndose en la primera mujer en la historia que corría esta prueba en menos de dos minutos. El récord anterior estaba en poder de la yugoslava Vera Nikolic con 2:00,5 desde 1968.
Su mayor éxito llegó en los Juegos Olímpicos de Múnich 1972, donde ganó la medalla de oro en los 800 metros con una marca cercana a su récord (1:58,6) y además ganó otra de bronce en la prueba de relevos 4 x 400 metros, junto a sus compatriotas Anette Rückes, Inge Bödding y Rita Wilden.
- Datos: Q258676
- Multimedia: Hildegard Falck / Q258676